# دورة صخرية

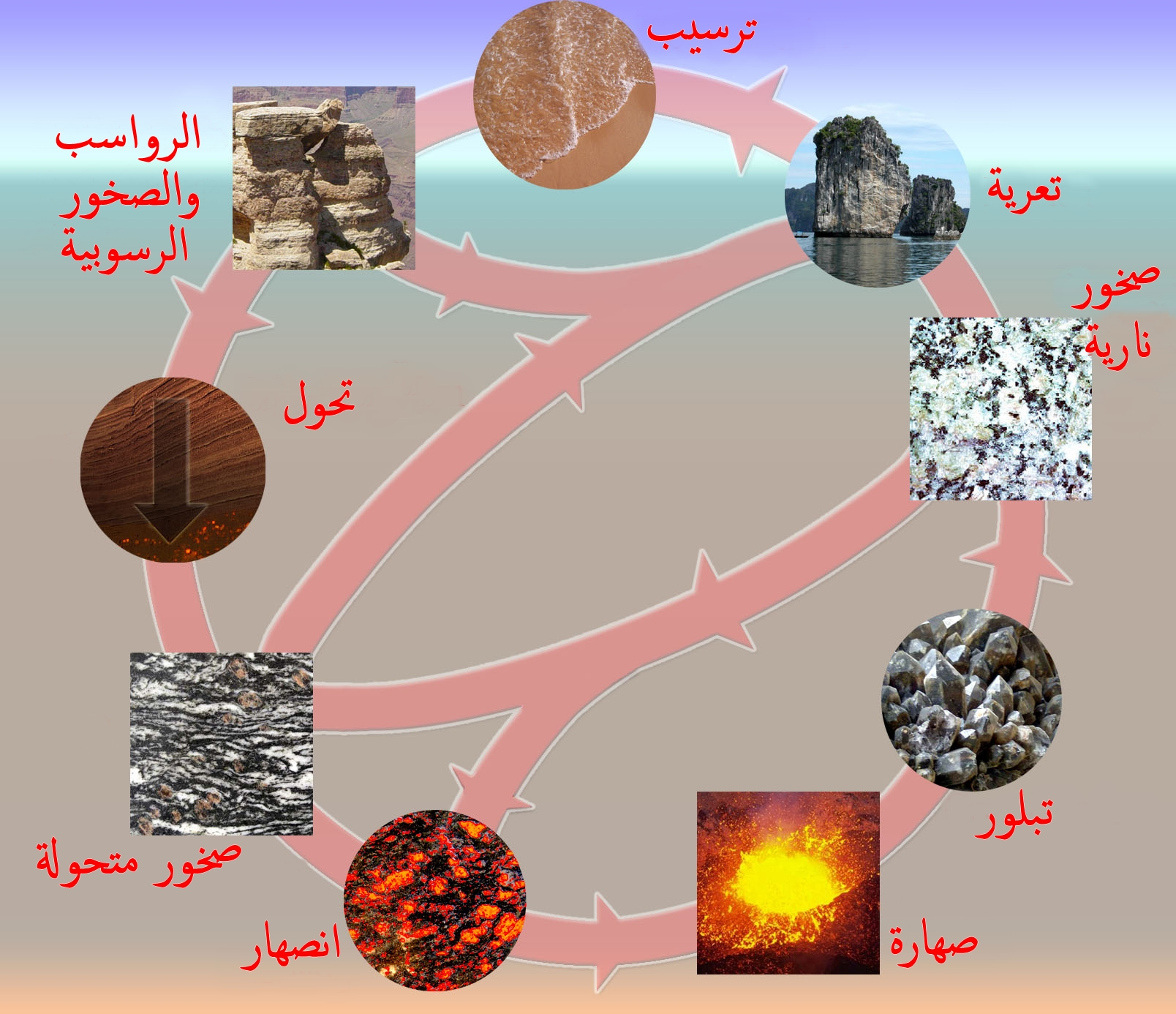
صورة توضح دورة الصخور في الطبيعة

الدورة الصخرية هي مجموعة من العمليات التي تبين نشأة أنواع الصخور: الصخور النارية والصخور الرسوبية والصخور المتحولة وكيفية تكونها والعلاقة بينها.

## العمليات التي تؤدي إلى تكون الصخور

### الصخور النارية
تتكون الصخور النارية بشكل مباشر من خلال عملية تبريد الماغما وتبلورها، حيث توجد الماغما داخل القشرة الأرضية في مكان ما يدعى حجرة الماغما، وعندما تبدأ عملية تبريد الماغما يستقر أولا المعدنان الأكثر كثافة من غيرهما وهما معدن الأوليفين والبلاجيوكليس الكلسي إلى قاع حجرة الماغما، فيتكون البيريدوتايت وهو صخرة نارية جوفية غنية بالحديد والمغنيسيوم والكالسيوم وفقيرة بالسليكون والألمنيوم والصوديوم، ثم تخرج الماغما المتبقية من حجرة الماغما عبر الشقوق ويمكن أن تستقر في حجرة جديدة حيث يتبلور معدنا البايروكسين والبلاجيوكليس الكلسي الصودي، وبتراكمهما في قاع الحجرة يتبلور صخر الغابرو، وإذا استمرت عملية انتقال الماغما إلى أماكن أخرى في القشرة الأرضية وتبلورها فيها يمكن أن يتبلور صخر الديورايت وصخر الغرانيت في نهاية العملية.
كما تقسم الصخور الناريه تبعا للتركيب المعدني إلى صخور قاعديه وفوق قاعديه و متوسطه وحامضيه على حسب نسبة السليكا المتواجده فيها

### الصخور الرسوبية
تتكون الصخور الرسوبية بفعل ترسيب فتات الصخر ودفنه وتصخره، حيث يقوم النهر بحمل أجزاء من صخور مكسورة إلى أن يصل إلى بحر أو بحيرة، تستقر الحمولة المنقولة في قاع البحر أو البحيرة، ثم تتراكم على شكل طبقات، فتسمى رسوبيات، وزن الرسوبيات التي في القمة يؤدي إلى هرس الرسوبيات التي في القاع، فيؤدي ذلك إلى عصر الماء وخروجه من قطع الصخور وبلورات الأملاح، تقوم البلورات بتكوين نوع من الصمغ يلصق أجزاء الصخور ببعضها، فينتج الصخر الرسوبي.

### الصخور المتحولة
يتكون هذا النوع من الصخور بفعل الضغط والحرارة المؤثرَين في أنواع الصخور المختلفة، وإما أنها كانت صخورا نارية أو رسوبية، حيث تكون تحت أطنان من الضغط مما يؤدي إلى اشتداد الحرارة، وهذا ما يؤدي بها إلى التغير.